# 堀江貴大
堀江 貴大（ほりえ たかひろ、1988年4月14日 - ）は、日本の映画監督・脚本家。スターダストプロモーション関連のSTARDUST CREATORS所属。

## 略歴
1988年、岐阜県に生まれる。
2008年、九州大学芸術工学部へ入学。芸術工学を専攻した。
2013年、九州大学を卒業後、東京藝術大学大学院映像研究科へ入学。映画専攻監督領域にて、黒沢清、諏訪敦彦らに師事する。
2015年、修了制作として監督した初⻑編作『いたくても いたくても』は、SKIPシティ国際Dシネマ映画祭2016のコンペティションにノミネートされた。また同作は、第16回TAMA NEW WAVEコンペティションにてグランプリ、ベスト男優賞、ベスト女優賞を受賞。後にユーロスペースで公開された。
2016年、文化庁委託事業「ndjc:若手映画作家育成プロジェクト2015」に参加し、短編映画『はなくじらちち』を監督、全国劇場公開された。
2017年、服部彩加、小柳友をW主演に迎え、商業⻑編デビュー作となる『ANIMAを撃て！』がSKIPシティ国際Dシネマ映画祭2017のオープニング作品として上映された。

## フィルモグラフィー

### 長編映画
- いたくても いたくても（2015年） — 監督[9]・脚本
- ANIMAを撃て！（2017年）— 監督[10]・脚本
- 花と雨（2020年）— 脚本
- 先生、私の隣に座っていただけませんか？（2021年） ー監督・脚本

### 短編映画
- まんまのまんま（2013年）— 監督[11]
- リスナー「電波に生きる」（2015年）— 監督
- はなくじらちち（2016年）— 監督・脚本[12]
- MANICURE（2017年） — 監督・脚本[13]
- どんぐりの女たち（2018年） — 監督[14]
- らぶたんコバトン散歩でドン（2018年） — 監督[15]
- 君と、徒然（2019年） — 脚本[16]

### テレビドラマ
- MBS『カカフカカ』2・5・6・7話（2019年）— 監督
- BSテレ東『高嶺のハナさん』3・4・5話（2021年）ー監督
- Hulu『ドライフラワー -七月の部屋-』 （2021年）ー監督
- テレビ東京『部長と社畜の恋はもどかしい』４・5・6・8話（2022年）ー監督
- テレビ東京『花嫁未満エスケープ』（2022年）ー監督
- テレビ朝日『正しい恋の初めかた』（2023年）ー監督
- テレビ東京『花嫁未満エスケープ完結編』（2023年）ー監督
- Lemino『放課後ていぼう日誌』（2023年）ー監督
- カンテレ『転職の魔王様』（2023年）ー監督
- テレビ東京『25時、赤坂で』（2024年）ー監督
- テレビ東京『法廷のドラゴン』（2025年）ー監督

### ミュージック・ビデオ
- 滝沢朋恵「傘」（2016年）— 監督・編集[17]。
- Liyuu「Yellow」（2023年）— 監督

### 配信ドラマ
- LINE NEWS VISION『DEATHきゅんループは止まらない！』（2022年）— 原案・監督[18]
- Lemino『放課後ていぼう日誌』（2023年）— 監督

## 受賞歴
- 第16回TAMA NEW WAVEコンペティション・グランプリ（2015年） — 『いたくてもいたくても』[3]